# Rifaat Turk

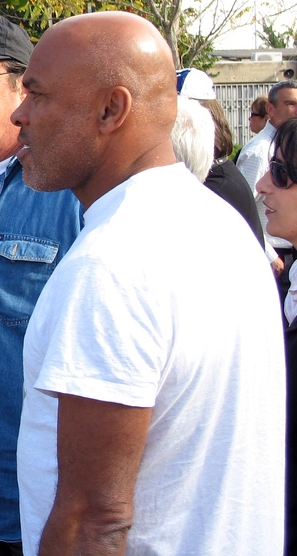
Rifaat Turk

Rifaat (Jimmy) Turk (Arabisch: رفعت ترك, Hebreeuws: רפעת טורק) (Tel Aviv, 16 september 1954) is een voormalig Israëlisch voetballer. Tegenwoordig is hij gemeenteraadslid van de stad Tel Aviv-Jaffa.
Hij groeide op in de Arabische wijk Ajami in het stadsgedeelte Jaffa. Hij spijbelde vaak van school en ging dan met zijn vrienden voetballen in de nabijgelegen vissershaven. Daar werd hij ontdekt door een scout van Hapoel Tel Aviv. Dit heeft, naar zijn eigen zeggen, zijn leven voor eeuwig veranderd.
Na het voetballen bij de jeugd, werd hij een succesvolle middenvelder voor de hoofdselectie van de arbeidersclub van Tel Aviv. Als eerste Arabische Israëliër (velen volgden hem) werd hij gekozen tot het Israëlisch nationaal elftal. Hij speelde 34 wedstrijden voor de blauw-witte selectie, waarin hij drie keer scoorde. Ook deed hij mee aan het voetbaltoernooi op de Olympische Zomerspelen van 1976. In 1980 werd hij verkozen tot Israëlisch voetbalspeler van het jaar.
Daarna werd hij trainer bij Hapoël Tel Aviv. Hapoël Tel Aviv, dat soms aan de top van de eerste divisie meespeelt degradeerde ook enkele malen en staat te boek als wispelturige club met trouwe supporters. Turk zei een rood krot (naar de kleur van zijn team) te verkiezen boven een gele villa (de kleur van rivaal Maccabi) en groeide uit tot rolmodel van loyale sportiviteit, in het bijzonder voor de Arabische jeugd van Jaffa.
Zijn uitzonderlijke reputatie bracht de links-progressieve Meretz-partij ertoe hem een plaats aan te bieden op de partijlijst in Tel Aviv. Hij werd in 1998 verkozen tot de gemeenteraad, later tot lijsttrekker van Meretz in Tel Aviv. De partij is lid van de gemeentecoalitie. Turk zet zich in voor jeugdzaken en Jaffa. In 2003 werd hij waarnemend burgemeester.
Een zoon is jeugdvoetballer bij Hapoël Tel Aviv.